# Casimir Grotnik
Casimir J. Grotnik (Jeziorzany, 1935 – Scranton, 9 dicembre 2005) è stato un vescovo vetero-cattolico polacco naturalizzato statunitense.
Fu ordinato presbitero il 20 aprile 1958 dal vescovo di Lublino Piotr Kałwa. Nel 1969 emigrò negli Stati Uniti d'America, dove servì come presbitero nella Diocesi centrale della Chiesa cattolica nazionale polacca.
Nel 1996 ricevette il Dottorato di ricerca in Teologia storica del vetero-cattolicesimo presso l'Accademia teologica cristiana di Varsavia.
Fu eletto vescovo nel corso del XX Sinodo nazionale della Chiesa cattolica nazionale polacca e consacrato il 30 novembre 1999 nella Cattedrale di Santo Stanislao a Scranton da Jan Swantek, con la collaborazione di Tomasz Gnat e di Robert Nemkovich. Alla cerimonia di consacrazione erano presenti anche l'Arcivescovo di Utrecht Antonius Jan Glazemaker e il vescovo superiore della Chiesa polacco-cattolica Wiktor Wysoczański.
Nel 2003 fu chiamato a succedere a Anthony Rysz, che aveva governato la Diocesi centrale della Chiesa cattolica nazionale polacca dal 1970.

## Genealogia episcopale
La genealogia episcopale è:
CHIESA CATTOLICA
- Cardinale Scipione Rebiba
- Cardinale Giulio Antonio Santori
- Cardinale Girolamo Bernerio, O.P.
- Arcivescovo Galeazzo Sanvitale
- Cardinale Ludovico Ludovisi
- Cardinale Luigi Caetani
- Vescovo Giovanni Battista Scanaroli
- Cardinale Antonio Barberini iuniore
- Arcivescovo Charles-Maurice le Tellier
- Vescovo Jacques Bénigne Bossuet
- Vescovo Jacques de Goyon de Matignon
- Vescovo Dominique Marie Varlet

CHIESA ROMANO-CATTOLICA OLANDESE DEL CLERO VETERO EPISCOPALE
- Arcivescovo Petrus Johannes Meindaerts
- Vescovo Johannes van Stiphout
- Arcivescovo Walter van Nieuwenhuisen
- Vescovo Adrian Jan Broekman
- Arcivescovo Jan van Rhijn
- Vescovo Gisbert van Jong
- Arcivescovo Willibrord van Os
- Vescovo Jan Bon
- Arcivescovo Johannes van Santen

CHIESA CATTOLICA NAZIONALE POLACCA
...
- Vescovo Francis Rowinski
- Vescovo Jan Swantek
- Vescovo Casimir Grotnik

## Pubblicazioni
- A Fifty Year Index to Polish American Studies, 1944-1993, East European Monographs, 1998, ISBN 978-0880333924
- The Polish National Catholic Church, East European Monographs, 2002, ISBN 978-0880335010
- The Polish National Catholic Church of America: Minutes of the Supreme Council, 1904-1969, East European Monographs, 2004, ISBN 978-0880335614
- Synods of the Polish National Catholic Church, East European Monographs, 1993, ISBN 978-0880332699